# Скелет та м'язова система риб
Опорно-рухова система риб — система органів та тканин риб, що дозволяє їм здійснювати рухи та корегувати своє положення в оточуючому середовищі. Завдяки еволюційним відозміненням частини опорно-рухової системи пристосовані для виконання також і інших спеціалізованих функцій. Скелет кісткових риб поділяється на осьовий скелет, череп, скелет непарних плавців, скелет парних плавців та їхніх поясів. Скелет складається з хрящових (хондральних) і покривних, або накладних кісток. Перші утворені в результаті заміщення хряща кістковою тканиною. Покривні кістки утворюються в коріумі та занурюються під шкіру.

## Будова черепа риб
На відміну від наземних хребетних, що мають череп з великою кількістю зрощених кісток, череп риб містить більш ніж 40 кісткових елементів, що можуть рухатись незалежно. Це дозволяє здійснювати витягування щелеп, розсування щелеп вбоки, опускання зябрового апарату та дна ротової порожнини.
Череп переважно кістковий, утворений як накладними, так і хондральними кістками. Хондральні скостеніння утворюють задню частину мозкового черепа, його боки і частково дно. Накладні кістки покривають первинну черепну коробку, утворюючи покрив і частково боки.
Череп кісткових риб, як і усіх хребетних, поділяється на мозковий (осьовий) та вісцеральний відділи. Мозковий складається з кількох відділів: потиличного, слухового, орбітального, нюхового. Покрівлю, частково боки і дно черепа складають непарні кістки — носові, лобові, тім'яні. Дно черепа утворене парасфеноїдом (parasphenoideum) і лемешем (vomer). Вісцеральний череп складається з щелепної, під'язикової і 5 зябрових дуг, а також зябрових кришок.
Для черепа кісткових риб характерна гіостилія: приєднання щелепної дуги та вторинних щелеп з мозковим черепом через верхній елемент під'язикової дуги — підвісок, або гіомандибуляре.
Рухливі елементи прикріплюються до більш жорстко зчленованого нейрокраніуму, що оточує головний мозок. Нейрокраніум кісткових риб еволюційно утворюється з хрящового черепа хрящових риб, до якого приростають шкірні кісткові пластинки.
Щелепи в класах костистих та хрящевих риб еволюційно утворюються з третьої пари зябрових дуг (про що свідчать рудименти перших двох пар дуг у акул — так звані губні хрящі).
У кісткових риб щелепи несуть основні групи зубів на передщелепній (premaxilla) та верхньощелепній кістках (maxilla) (верхня щелепа), на dentale та articulare (нижня щелепа), а також, у багатьох видів, на леміші (vomer).
Кілька спеціалізованих груп кісток формують дно ротової порожнини та поєднують щелепи з іншими елементами черепа. Найбільш рострально (попереду) розташована геоідна дуга, що грає важливу роль при зміні об'єму ротової порожнини. За нею йдуть зяброві дуги, що несуть зяброві дихальні структури, і найбільш каудально (позаду) розташовані так звані глоткові щелепи, що також можуть нести зуби.
Під час харчування м'язи, що опускають комплекс нижньої щелепи, зміщують цей комплекс таким чином, що щелепи висуваються вперед. При цьому в ротовій порожнині генеруються всмоктувальна сила за рахунок опускання дна рота. Зяброві кришки при цьому закривають зябра. Така комбінація рухів призводить до всмоктування води та затягування їжі в рот.

## Осьовий скелет, скелет парних і непарних плавців
Хребет риб складається з окремих, не зрощених в жодному відділі, хребців. Хребці риб амфіцельні (тобто їхні обидві торцеві поверхні увігнуті), між хребцями знаходяться хрящеві прошарки. Хорда сильно редукована, розширена між тілами хребців та у сильно звуженому вигляді проходить крізь канал у тілі хребців. Нервова дуга зверху над тілом хребця захищає спинний мозок, що проходить крізь неї. Від хребців, що знаходяться в тулубі, в боки відходять бокові відростки, до яких прикріплюються ребра. У хвостовому відділі хребта бокових відростків на хребцях немає, натомість окрім нервової дуги наявна судинна дуга, що прикріплюється до хребця знизу і захищає вміщену в ній велику кровоносну судину — черевну аорту. Від нервових та судинних дуг вертикально вгору та вниз відходять загострені відростки.
Рушійна сила при плаванні риб виробляється плавцями: парними (грудні та черевні) та непарними — спинний, анальний, хвостовий. При цьому у променеперих риб плавці складаються з кісткових (у деяких примітивних рядах — хрящових) променів, об'єднаних плавальною лопаттю. Приєднані до основи променів м'язи можуть розгортати або згортати плавець, або змінювати його орієнтацію чи генерувати хвилеподібні рухи плавця. Хвостовий плавець, що у більшості риб є основним генератором руху, підтримується набором спеціальних сплюснутих кісток (уростиль та ін.) та асоційованих з ними м'язів на додаток до бокових м'язів тулуба. За співвідношенням розмірів верхньою та нижньої лопаті хвостовий плавець може бути гомоцеркальним (коли обидві лопаті мають рівну величину; це характерне для більшості променеперих риб) або гетероцеркальним (коли одна лопать, звичайно верхня, більша за іншу; характерне для акул та скатів, з променеперих — для осетроподібних; у таких представників променеперих, як мечоносці, хвостовий плавець гетероцеркальний з більшою нижньою лопаттю).

## Мускулатура
Соматична мускулатура є поперечно-смугастою.
Праворуч та ліворуч від хребта відходить мембрана із сполучної тканини, що називається горизонтальною септою і поділяє м'язи тіла риби на дорсальну (верхню) та вентральну (нижню) частини, що називаються міомерами.
Плавання риб здійснюється завдяки скроченню м'язів, що поєднані сухожиллями з хребтом. Міомери в тілі риби мають структуру конусів, вкладених один в одний, та розділених перетинками сполучної тканини (міосептами). Скорочення міомерів через сухожилля передається на хребет, спонукаючи його до хвилеподібного руху — по всій довжині тіла, або лише в хвостовому відділі.
Загалом мускулатура риб представлена двома типами м'язів. «Повільні» м'язи використовуються при спокійному плаванні. Вони повільно оксидуються та багаті на міоглобін, що надає їм червоного забарвлення. Метаболізм в них відбувається завдяки оксигенації поживних речовин. Завдяки постійному насиченню киснем, такі червоні м'язи можуть довго не втомлюватись, і тому використовуються при довгому монотонному плаванні. На відміну від червоних, «швидкі» білі м'язи з не оксигенаційним, а гліколітичним метаболізмом здатні до швидкого раптового скорочення. Вони використовуються при швидких раптових ривках, при цьому можуть генерувати більшу за червоні м'язи потужність, але швидко втомлюються.
Частина соматичної мускулатури перетворилася на інші групи м'язів: очні, надзяброві та підзяброві, щелепні, м'язи грудних плавців.  
Також у багатьох риб м'язи можуть виконувати і деякі інші функції, окрім руху. У деяких видів вони виконують функцію терморегуляторів, або «нагрівальних батарей». У тунців (родина Scombridae) завдяки активності мускулатури температура мозку підтримується на вищому рівні, ніж в інших частинах тіла, коли тунці полюють на кальмарів в глибоких холодних водах.
Електричний струм, що генерується при скороченні м'язів, використовуються рибою-слоном як коммунікаційний сигнал; у електричних скатів електричні імпульси, генеровані видозміненими м'язами, використовуються для ураження інших тварин. Модифікація м'язових клітин для виконання функції електричної батареї еволюційно відбувалась незалежно та неодноразово в різних таксонах: очних м'язів у риби-зірки (родина Uranoscopidae), жувальної мускулатури (електричні скати) або осьової мускулатури (електричні вугрі).
Вісцеральна мускулатура, що оточує травний тракт, представлена гладенькими м'язами.